# Брус Бойтлер
Брус Алън Бойтлер (на английски: Bruce Alan Beutler), американски имунолог и генетик, е роден на 29 декември 1957 г.
През 2011 г. заедно с Жул А. Хофман (Jules A. Hoffmann) получава половината от Нобеловата награда за физиология или медицина за „техните открития отнасящи се до активирането на вродения имунитет“. Другата половина отива при Ралф М. Стайнман (Ralph M. Steinman) за „откритието му на дендритните клетки и ролята им в адаптивния имунитет“.
Бойтлер е ръководител на Центъра по генетика на защитата на гостоприемника (Center for the Genetics of Host Defense) при Университета на тексаския югозападен медицински център (University of Texas Southwestern Medical Center) в Далас, Тексас и професор и председател на Департамента по генетика (Department of Genetics) при Изследователския институт Скрипс (The Scripps Research Institute) в Ла Хоя, Калифорния, САЩ. Баща му, Ернст Бойтлер, хематолог и медицински генетик, също е бил професор и председател на департамент в института Скрипс.

## Образование
Между 1959 и 1977 г. Бойтлер живее в Южна Калифорния. Получава средно образование в Политехническото училище в Пасадена. Завършва колеж в Университета на Калифорния, Сан Диего през 1976 г. Записва се в медицинското училище на Чикагския университет през 1977 г. и получава магистърска степен през 1981 г. на 23-годишна възраст.
През детството си и ранните юношески години, Бойтлер развива интерес към биологичните науки. Някои от тези формиращи преживявания в биологията включват учебни занимания в лабораторията на баща му и по-късно в лабораторията на Сусумо Оно (Susumu Ohno), генетик на бозайниците, известен с работата си по еволюцията, структурата на генома и диференциацията на пола. Като допълнение, работи в лабораториите на Ейбрахам Броуд (Abraham Braude) – експерт в биологията на липополизхарида (ЛПЗ), познат още като ендотоксин, и Патриша Спиар (Patricia Spear) – авторитет по Херпес симплекс вируса. По-късно Бойтлер провежда обширни проучвания на ЛПЗ и херпесвирусите, с главната цел разбирането на вродената резистентност на гостоприемника към инфекциозни заболявания, позната като вроден имунитет.

## Академечни позиции
Д-р Бойтлер специализира биология като бакалавър в Университета на Калифорния, Сан Диего, където завършва през 1976 г. на 18 години. Записва се в медицинското училище при Университета на Чикаго. От 1981 до 1983 г. продължава медицинското си обучение в Университета на тексаския югозападен медицински център в Далас като стажант в Департамента по вътрешна медицина и като представител на Департамента по неврология. Между 1983 до 1985 г. той е научен сътрудник в Университета Рокфелер (Rockefeller University) в лабораторията на Антони Серами (Anthony Cerami). Става асистент през 1985 г. Освен това е бил младши лекар в Университетската болница Рокфелер между 1984 и 1986 г.
Бойтлер се връща в Далас през 1986 г. като асистент в Департамента по вътрешна медицина на Университета на тексаския югозападен медицински център и помощник изследовател в Медицинския институт „Хаурд Хюз“ (Howard Hughes Medical Institute-HHMI), където запазва позиция за следващите 14 години. Става доцент и сътрудник-изследовател в HHMI през 1990 г. и професор през 1996 г.
През 2000 г. Бойтлер се премества в Изследователския институт Скрипс в Ла Хоя като професор към Департамента по имунология. През 2007 г. става ръководител на новосъздадения Департамент по генетика в Скрипс, назначен съвместно в Скрипс и Университета на тексаския югозападен медицински център, тъй като мести лабораторията си в Тексас, за да стане ръководител на Центъра по генетика на защитата на гостоприемника.
На 4 октомври 2011 г. Бойтлер е титулуван за професор-член на академичния персонал на Системата на тексаските университети (University of Texas System).

## Научни приноси
Бойтлер е най-известен с пионерските си молекулярни и генетични проучвания на възпалението и вродения имунитет. Той е първият, който изолира мишия тумор-некротичен фактор-алфа (tumor necrosis factor-alpha-TNF) и демонстрира възпалителния потенциал на този цитокин, доказвайки важната му роля в ендотоксин-индуцирания шок. Впоследствие създава рекомбинантни молекули, специално проектирани да неутрализират TNF, съединявайки свързващата част от TNF-рецептора към тежката верига на имуноглобулиновата молекула, принуждавайки рецептора да димеризира. Тези молекули по-късно се използват широко като лекарството Етанерцепт (Etanercept) при третирането на ревматоидния артрит, болестта на Крон, псориазис и други възпаления.
Заинтересован от механизма, по който ЛПЗ активира имунните клетки на бозайниците, Бойтлер използва продукцията на TNF като фенотипна отправна точка за разпознаване на ЛПЗ-рецептора. Идентификацията на рецептора зависи от позиционното клониране (positional cloning) на ЛПЗ-локуса при бозайниците, за който се знае още от 60-те години, че е определящ генетичен фактор на всички биологични отговори към ЛПЗ. Така Бойтлер открива ключовите чувствителни елементи на микробните инфекции при бозайниците, демонстрирайки, че един от Toll-like рецепторите (TLR4) участва като мембранно-обхващащ компонент на ЛПЗ-рецепторния комплекс. За TL рецепторите (за 10, от които се знае, че присъстват при човека) сега е широко известно, че участват в разпознаването на микроби, всеки свързвайки сигнални молекули, известяващи инфекция. Тези рецептори също така посредничат в тежки заболявания, включвайки шока и системното възпаление, което настъпва по време на инфекцията. Те са основни за патогенезата на стерилни възпалителни и автоимунни болести като системният лупус еритематозус. Изследванията на TL рецепторите му спечелват Нобелова награда през 2011 г.
Позиционното клониране на ЛПЗ е завършено през 1998 г. Бойтлер и след това продължава да прилага прогресивния генетичен подход към анализа на имунитета на бозайниците. В този процес, мутации в клетки от полова линия, които изменят имунната си функция, се създават чрез случаен процес, използвайки алкилиращия агент ENU, и се засичат по фенотипния си ефект и след това се изолират чрез позиционно клониране. Работата му разкрива множество основни сигнални молекули, изискващи се за наследствения имунен отговор, и помага за очертаването на биохимията на вродения имунитет.
ENU-мутагенезата също е използвана от Бойтлер и колеги, за изучаване на общия отговор към определен инфекциозен агент. Чрез сканиране на мутантни мишки за възприемчивост към цитомегаловирус (MCMV), те откриват голям брой гени, определящи разликата живот-или-смърт по време на инфекцията, и определят този набор от гени като „MCMV-резистозома“. Тези гени спадат към категории като: „сетивни“, „сигнални“, „ефекторни“, „хомеостатични“ и „свързани с развитието“, и някои от тях биват напълно неочаквани. Например оказва се, че Kir6.1 ATФ-чувствителни калиеви канали на гладките мускули на коронарните артерии имат основна хомеостатична роля по време на инфекцията с вируса и мутации в тях предизвикват внезапна смърт.
В курса на работата си Бойтлер и колегите му установяват гени необходими за други важни биологични процеси като регулацията на железната абсорбция, слухът и ембрионалното развитие, тъй като генните нарушения от ENU създава забележителни ненормални видими фенотипове.

## Награди и признание
Бойтлер е избиран в няколко почетни академични общества. Те включват Академията на науките на САЩ (United States National Academy of Sciences) и Института по медицина (Institute of Medicine). Той е още чуждестранен сътрудник-член на Европейската организация по молекулярна биология (European Molecular Biology Organization – EMBO), член на Асоциацията на американските лекари (Association of American Physicians) и Американското общество по клинични проучвания (American Society for Clinical Investigation).
Други значими награди, освен Нобеловата, включват:
- Наградата Шоу (Shaw Prize) – 2011, заедно с Жул А. Хофман и Руслан М. Меджитов (Ruslan M. Medzhitov).
- Годишната награда за научни проучвания на Института „Уил Роджърс“ (Will Rogers Institute) – 2009.
- Наградата на Медицинския център „Албани“ (Albany Medical Center Prize) – 2009, заедно с Чарлз А. Динарело (Charles A. Dinarello)и Ралф М. Стайнман.[19]
- Наградата Балзан (Balzan Prize) за вроден имунитет – 2007, заедно с Жул А. Хофман.
- Доктор хонорис кауза по медицина от Техническия университет на Мюнхен (Technical University of Munich), Германия – 2007.
- Наградата „Уилям Б. Колий“ (William B. Coley Award) на Института по ракови изследвания (Cancer Research Institute), САЩ – 2006, заедно с Шизуо Акира (Shizuo Akira).
- Наградата „Шарл-Леополд Майер“ (Gran Prix Charles-Leopold Mayer) на Академията на науките (Académie des Sciences), Франция – 2006.
- Наградата „Роберт Кох“ (Robert Koch Prize) на Фондацията „Роберт Кох“, Германия – 2004, заедно с Жул А. Хофман и Шизуо Акира.
- Института по научна информация (Institute for Scientific Information) описва Бойтлер като високо цитиран изследовател от 2001 г. насам, отбелязвайки го като влиятелна фигура в сферата на имунологията. Той също така е „позован лауреат“ (Citation Laureate) на Томсън-Ройтерс (Thomson-Reuters), т.е компанията е предвидила нобеловата му награда.

## Семейство
Бойтлер е Ашкенази евреин, син на Ърнест Бойтлер (Ernest Beutler), генетик, и Брондел Мей Флайшер (Brondelle May Fleisher), журналистка. Той се жени за Барбара Ланз (Barbara Lanzl) през 1980 г. и се развежда през 1988 г. Бойтлер има три деца: Даниел (1983), Елиот (1984) и Джонатан (1987).